# Cyl Gallindo
Cícero Amorim Gallindo (Cyl Gallindo) (Buíque, 28 de maio de 1935 - João Pessoa, 4 de fevereiro de 2013) foi um sociólogo, jornalista, poeta, contista e cronista brasileiro.
Diplomado em Ciências Sociais pela UFPE

## Atividades
- Redator:
  - Jornal do Commercio, Recife
  - Diario de Pernambuco, Recife
  - Jornal da Cidade, Recife
- Editor:
  - Francachela, Buenos Aires
- Assessor de Comunicação do Senado Federal

## Obras publicadas
- Agenda poética do Recife, 1968[2]
- A conservação do grito-gesto, 1971[5]
- As galinhas do coronel, 1974[4]
- O urbanismo na literatura, 1976
- Um morto coberto de razão, 1985[4]
- Contos de Pernambuco, 1988[4]
- Livro para minha idade - O menino e o peixe, 1989[4]
- Quanto pesa a alma de um homem / Quanto pesa a alma de uma mulher, 1994[4]
- Caliandra: Poesia em Brasília 1995[5]
- Os movimentos, 1996[5]
- 20 poemas escolhidos por Waldemar Lopes, 1999[4]
- Cadeira de Dinah, 1999
- Em defesa da Língua Portuguesa, 2000[nota 1]
- Milagre no jardim da casa grande, 2003[4]

Organizou:
- "Coleção panorâmica do conto em Pernambuco" ( com Antônio Campos), 2010[4]

## Prêmios e comendas
- Concurso Nacional de Poesias, Friburgo, Rio de Janeiro, com A sobrevivência do mangue[4]
- Prêmio Nacional de Ficção, Recife, com Um morto coberto de razão[4]
- Medalha José Mariano da Câmara Municipal do Recife.

## Instituições culturais
- Academia de Letras do Brasil[6]
- Associação Nacional dos Escritores - ANE
- União Brasileira de Escritores - Seção Pernambuco
- Instituto Histórico e Geográfico do Distrito Federal
- Academia de Letras e Artes do Nordeste - titular da cadeira 18
- Conselho Municipal de Cultura do Recife - Membro fundador
- Academia Pernambucana de Letras - eleito em 27 de julho de 2009 para a cadeira 6, tomou posse em 22 de outubro de 2009